# 81e brigade aéromobile
Pour les articles homonymes, voir 81e brigade.
La 81e brigade aéromobile (ukrainien : 81-ша окрема аеромобільна бригада, abrégé en 81 ОАеМБр ; numéro d'unité militaire А2120) est une grande unité des Forces d'assaut aériennes ukrainiennes.

## Historique
Elle est créée à la suite de l'ordre du 7 octobre 2014 à partir d'éléments détachés des 25e brigade aéroportée, 80e d'assaut aérien et 95e d'assaut aérien, complétés avec des hommes venant de tous les oblasts.
En janvier 2015 la brigade participe à la seconde bataille de l'aéroport de Donetsk où meurt le lieutenant Ivan Zoubkov (uk), décoré ensuite comme héros de l'Ukraine. Le 90e bataillon, une des unités qualifiées de « cyborgs », reçoit en décembre 2015 le nom d'Ivan Zoubkov (Іван Зубков) comme titre honorifique à rajouter à sa titulature.

### Invasion russe de l'Ukraine

#### Bataille de Soumy et d'Izioum (février - avril 2022)
L'unité est engagée lors de l'invasion de l'Ukraine par la Russie en 2022, combattant dans le nord du Donbass. Au déclenchement du conflit, l'essentiel de la brigade est positionné devant Izioum. Le 5e BTG est envoyé à Soumy et compose la principale défense de la ville. Les parachutistes ont pour ordre de tenir la ville. Appuyés par les troupes de défenses territoriales de la 117e brigade, ils repoussent les premières troupes russes qui pénètrent dans la ville les 24 février et 25 février.
Le 6 mars, le 90e bataillon aéromobile est envoyé défendre Izioum pour appuyer le 122e bataillon de la 127e brigade de défense territoriale et des forces spéciales. La prise pourrait menacer Sloviansk et l'ensemble du dispositif ukrainiens dans le Donbass. Le 12 mars, les parachutistes se retirent sur la rive sud du Siversky Donets et reçoivent le renfort de la 95e brigade d'assaut aérien qui couvre leur flanc gauche. Le 1er avril, Izioum est finalement conquis, les troupes ukrainiennes tentent alors de boucher la brêche russe.

#### Défense de Sloviansk et Sievierodonetsk (avril - septembre 2022)
Les 1er et 90e bataillons se replient positionnés au sud-est d'Izioum devant Bohorodychne et Krasnopillia au nord de la E40 en protection de Sloviansk tandis que la 95e brigade subit des assauts à Dovhenke. Le 122e bataillon, participe durant le mois d'avril à la défense de Roubijné dans le cadre plus large de la bataille de Sievierodonetsk puis se replie après la prise de la ville à la mi-mai. Le 5e BTG est localisé dans le sud pour défendre Houliaïpole,  et confronté à de violents combats à Malynivka. Après la retraite de Sievierodonetsk, les Russes maintiennent leur pression sur Sloviansk notamment autour de Bohorodychne où la brigade tient le front durant tout l'été.

#### Contre-offensive de Kharkiv (septembre - octobre 2022)
Le 6 septembre, les forces ukrainiennes lancent une contre-offensive dans le secteur de Kharkiv. Dans un premier temps, la 81e brigade fixe les troupes russes à Bohorodychne tandis que le gros de l'offensive se dirige vers l'Oskil et Izioum. Après le retrait russe de l'ensemble de la rive occidentale, la 81e brigade appuyée par le Bataillon Kulchitskyi traverse le Donets et libère Sviatohirsk le 13 septembre. Elle poursuit ses attaques vers Sosnove et Yarova essayant d'encercler Lyman par le nord pendant que la 66e brigade mécanisée pousse au sud. La percée vient une nouvelle fois de la 25e brigade aéroportée un peu plus au nord. La 81e brigade libère Novoselivka puis Drobysheve (uk) le 30 septembre et atteint Lyman qui est libérée le 1er octobre. Elle se dirige ensuite en direction de Kreminna.

#### Secteur de Siversk: bataille de Bilohorivka (depuis octobre 2022)
Depuis novembre 2022, elle défend le village de Bilohorivka, à l'ouest de Lyssytchansk, au sud de Kreminna à proximité de la forêt de Serebriasnky. En juin 2022, la brigade reçoit la décoration Pour le Courage et la Bravoure. 

## Structure

### Ordre de bataille
- État-major de la brigade ;
  - 
    -  Compagnie de protection du QG ;

  -  1er bataillon aéromobile ;
  -  90e bataillon aéromobile (A0641) ;
  -  122e bataillon aéromobile (A4165) ;
  -  5e bataillon de groupement tactique (A4193) ;
  -  Compagnie de chars (des T-80AV)
  -  groupe d'artillerie de la brigade :
    -  Unité de contrôle et d'acquisition de cibles ;
    -  Bataillon (дивізіон) d'artillerie automotrice[8] (2S3 Akatsiya) ;
    -  Bataillon d'artillerie automotrice (2S1 Gvozdika) ;
    -  Division de lance-roquettes multiples (BM-21 Grad) ;

  -  Bataillon antiaérien (9K35 Strela-10 et 2K22 Toungouska) ;
  -  Compagnie de maintenance ;
  -  Compagnie du génie ;
  -  Compagnie logistique ;
  -  Compagnie de reconnaissance (sur BRDM-2) ;
  -  Compagnie de radar ;
  -  Compagnie de transmissions ;
  -  Compagnie médicale (soins et évacuation) ;
  -  Compagnie de protection NRBC .

### Matériel

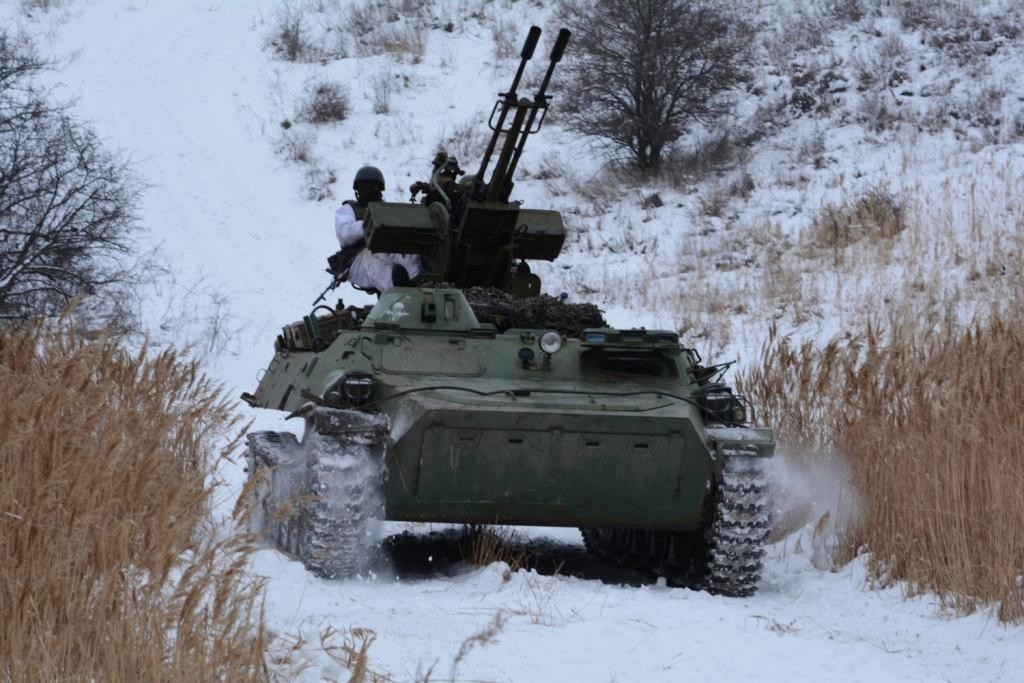
Un blindé MT-LB avec canon ZU-23-2 de la brigade, à l'entraînement en 2017

La compagnie de chars de la brigade est équipée de T-80BV, ses bataillons de manoeuvres de véhicules de combat d'infanterie BMP-1, de blindés de transports de troupes BTR-80 et BTR-82A mais aussi de blindés légers Kozak 2 et 2M et de tout récent LAVR. La compagnie de reconnaissance est équipée de BRDM-2. Le groupe d'artillerie dispose d'un bataillon automoteur 2S1 Gvozdika et un bataillon de BM-21 Grad.

### Chefs de corps
- (2014—2018) : Ievhen Moïssiouk
- (2018—2021) : Artem Коtеnко.
- (2021- en cours) : Olexandr Lykhman.